# Ermita del Calvari (L'Énova)
L'ermita del Calvari de l'Énova és una ermita que es va començar a construir al segle XIX que no va ser acabada. És un edifici catalogat com a Bé de Rellevància Local, mitjançant una declaració genèrica de l'11 de juny de 1998, amb el número 46.119 -999-000001.

## Història i descripció
En el moment de la seva edificació es van eliminar les restes de l'antic castell, d'època medieval, quan la zona estava sota domini àrab, per això el castell es coneixia com el castell andalusí de Yènova. D'aquest castell es poden trobar al solar algunes restes ceràmiques.
L'ermita estava destinada a albergar la imatge del Santíssim Crist de la Salut, per haver acabat amb la terrible epidèmia de còlera morbo asiàtica de 1885. La seva construcció es deu a la idea que va tenir un dels rectors de l'Énova del segle xix, don Román Quilis, rector des de l'11 de maig de 1879 al 23 de juliol de 1900 (data de l'última anotació al llibre de baptismes).
Segons consta als arxius parroquials, l'any 1886 és rector commogut per la precària situació en què es trobava la classe jornalera del poble per un temporal que havia esdevingut, va convèncer els acomodats del poble a donar una ajuda econòmica a aquests jornalers necessitats . Aquesta almoina la rebrien a canvi de treballar esplanant el camí del calvari. Amb els diners que va obtenir només pogué pagar una setmana de feina, de manera que l'objectiu no s'havia aconseguit. Així que el rector va proposar als homes del poble treballar els diumenge i festius fins a mig dia per aconseguir la meta inicialment ideada. Treballaren tant homens com dones i en poc més d'un mes s'havia aconseguit l'esplanació. Un cop aconseguit això, el rector va proposar el trasllat dels casilicis de pedra que contenien les estacions del via crucis que datava del 1798 i que s'ubicava al final del carrer del Calvari (d'aquí el seu nom), al camí esplanat al tossal del sud de la població. Després d'aquest ardu treball el rector va trobar a faltar una ermita al final del calvari que coronés el cim i alhora albergés la imatge del Crist de la Salut. Aquesta ermita havia de tenir forma de creu grega i estar rematada per cúpula. Possiblement no s'acabés per deixar de ser rector de la localitat l'any 1900, de manera que el projecte possiblement quedés en l'oblit.
La construcció de l'ermita es feia recollint almoines durant els rosaris de carrers, amb cobles com la que diu:
"En la puerta tienes a la Aurora,
pidiendo limosna, si la quieres dar,
para hacerle una ermita a su hijo,
que no tiene casa ni dónde habitar".
Aquesta cobla continua cantant-se cada any a les festes de la Divina Aurora que tenen lloc l'última setmana de juliol.
Alguns autors han arribat a afirmar que l'ermita sí que es va finalitzar i que va estar dreta uns quants anys. De fet aquests autors es recolzen en el comentari que Pedro Sucías Aparicio va realitzar quan va visitar el poble a principis del segle XX: "Se edificó en 1886. No tienen más que un altar, donde se encuentra la imagen de Jesús Crucificado".
Presenta planta en creu grega i s'ubica sobre una lloma que s'alça al sud de la població. S'hi pot accedir mitjançant un camí en ziga zaga que forma un via crucis amb casalicis de pedra llaurada que marquen les estacions flanquejats per xiprers, des del seu emplaçament es gaudeix d'una excel·lent vista de la localitat i part de la comarca. Des del poble s'hi accedeix pujant cap al turó pel carrer Sant Cristòfol.
A la tardor de 1982 com a conseqüència de les extraordinàries pluges que hi va haver, les restes de l'ermita es van veure afectades i es va perdre part de la façana, amb l'òcul i l'espadanya que es poden observar en antigues fotografies de les dècades de 1950-1970, i un dels tres arcs diafragmàtics de maó que sostenien l'edifici original.
L'any 2005 va haver-hi una intervenció, patrocinada per la Diputació de València, que va posar en valor tant el via crucis com les ruïnes de la inacabada ermita, deixant-la com un punt d'interès de la localitat, i formant part de la coneguda com a “Senda Històrica-Paisatgística de L'Énova", senda que forma part de les PR-CV, amb el número 454.